# Concentration 20
『Concentration 20』（コンセントレーション・トゥエンティ）は、安室奈美恵の3枚目のオリジナル・アルバム。1997年7月24日にavex traxより発売された。

## 解説
大ヒットを記録した前作『SWEET 19 BLUES』から約1年ぶりのオリジナル・アルバムであり、前作に引き続き小室哲哉がプロデュースを担当した。自身最大のヒット曲となった「CAN YOU CELEBRATE?」も収録された。

## 制作背景
ロサンゼルス・サンタモニカにて2週間レコーディングに専念した。アルバムのタイトルは、「その時のスタジオがサンタモニカの20thストリートにあってそこで集中したこと」「20世紀もあとわずかだから、残された時間を集中して過ごそう」「20世紀中聴き続けられるのではないか？」「『SWEET 19 BLUES』を発表したときに19歳を過ごしてきた人達が20代を迎える」等という色々な意味合いにとれて遊べて、イマジネーションを広げられるように名づけ、偶然にもタイトルと発売時の安室の年齢が意識していないのにもかかわらず一致した。
曲の構成は「『CAN YOU CELEBRATE?』等100万人にセールスできたら、それを捨てて次に行く人達にも届く」様にする為に、小室は楽曲の構成・音色を端から端まで網羅し、安室のキャパシティ・表現力の幅広さに対応できる様にした。
アルバム制作にはその他、お馴染みのマーク・パンサー、久保こーじ、m.c.A・T（富樫明生）も参加した。「Storm」では、前作に続いてm.c.A・Tをフィーチャーしている。

## コンセプト
アルバムコンセプトは「FANCY & COOL」であり、「華やかで派手」な部分を「CAN YOU CELEBRATE?」で、「クール」な部分を「Close your eyes, Close to you」「Concentration 20 (make you alright)」「Whisper」で強調した。
音色のコンセプトはテクニックに走るのではなく、グルーヴ感・サンプリングで表現する様にした。「生音だけだと熱を感じすぎる。機械だけだとクール過ぎてしまう。アルバムのどこを聞いても両方が同居できている様にしたい」という意向から、生音はサンプリングして硬質な響きにして、それをシンセサイザーの音色と合わさるようにアレンジし、安室のイメージに合わせる様にした。

## リリースマーケティング、プロモーション
発売2日後には、アルバムを引っ提げて自身初となったドームツアー「mistio presents namie amuro SUMMER STAGE 1997 Concentration 20」をスタートし、大阪ドーム・東京ドーム・福岡ドーム・ナゴヤドームの4大ドームで30万人を動員した。東京ドームでの模様を収めたライヴビデオ「Namie Amuro Concentration 20 Live in Tokyo Dome」は、1997年12月3日にリリースされた。
翌月8月には、10代の歌手としては初となるオリコンにおけるシングル・アルバム総売上げ2000万枚突破を達成した。累計出荷枚数は235万枚。
発売当初はCD EXTRA仕様となっていたが、現在出荷されているものはCD-DA仕様に変更されている。

## 主な記録
- 登場2週目でミリオンセラーを達成。
- 累計売上枚数は193.0万枚。
- オリコン1997年間アルバムチャート7位。
- オリコン1997年間アーティストセールス4位。
- 第12回日本ゴールドディスク大賞ポップ・アルバム・オブ・ザ・イヤー受賞。
- 歴代アルバム売り上げ80位。

## 収録曲
| #         | タイトル                                | 作詞      | 作曲       | 編曲       | 時間  |
| --------- | --------------------------------------- | --------- | ---------- | ---------- | ----- |
| 1.        | 「Concentration 20 (make you alright)」 | MARC      | 小室哲哉   | 小室哲哉   | 4:08  |
| 2.        | 「B w/z you」                           | MARC      | 小室哲哉   | 小室哲哉   | 5:03  |
| 3.        | 「Close your eyes, Close to you」       | MARC      | 小室哲哉   | 小室哲哉   | 5:51  |
| 4.        | 「Me love peace!!」                     | MARC      | 小室哲哉   | 小室哲哉   | 4:29  |
| 5.        | 「No Communication」                    | MARC      | 小室哲哉   | 小室哲哉   | 4:14  |
| 6.        | 「a walk in the park」                  | 小室哲哉  | 小室哲哉   | 小室哲哉   | 5:50  |
| 7.        | 「To-day」                              | MARC      | 久保こーじ | 久保こーじ | 4:41  |
| 8.        | 「Storm」                               | m.c.A・T  | 富樫明生   | 富樫明生   | 3:08  |
| 9.        | 「Whisper」                             | MARC      | 小室哲哉   | 小室哲哉   | 5:09  |
| 10.       | 「CAN YOU CELEBRATE?」                  | 小室哲哉  | 小室哲哉   | 小室哲哉   | 6:15  |
| 11.       | 「I know...」                           | -         | 小室哲哉   | 小室哲哉   | 3:09  |
| 12.       | 「How to be a Girl」                    | MARC      | 小室哲哉   | 小室哲哉   | 4:24  |
| 合計時間: | 合計時間:                               | 合計時間: | 合計時間:  | 合計時間:  | 56:21 |

その他
- avex networkに加入できるプログラムが入ったCD EXTRA仕様
- ライヴDVD「Namie Amuro Concentration 20 Live in Tokyo Dome」
- ライヴDVD・Blu-ray 「namie amuro 5 Major Domes Tour 2012 〜20th Anniversary Best〜」
- ライヴDVD・Blu-ray「namie amuro LIVE STYLE 2014」
- ライヴDVD・Blu-ray「namie amuro LIVEGENIC 2015-2016」

## 楽曲解説
1. Concentration 20 (make you alright)
  - 安室は「曲のキー・歌詞が色んな解釈ができる歌なんですよ。だから小室さんのラップと歌の中間みたいな仮歌を何度も聞いて、曲に慣れることで自分の物にするまでがすごく大変でした」と振り返っている[7]。
2. B w/z you
3. Close your eyes, Close to you
  - 2015年の『namie amuro LIVEGENIC 2015-2016』で久々に披露した。
4. Me love peace!!
  - 「海」「レゲエ」をテーマにしている[7]。
5. No Communication
  - ダイドードリンコ「mistio」CMソング。
6. a walk in the park
  - 8thシングル。特記はないがアルバムバージョンで収録[注釈 1]。
  - maxell「UD2」CFイメージソング。
7. To-day
  - 「一日の終わりは誰だって、何だかさびしくなってしまうもの」をテーマにしている[7]。
8. Storm
  - ラップの掛け合いに挑戦している。
9. Whisper
  - maxell「ニューカラーMD」CMソング。
  - 安室の叫び声をサンプリングして、素材として使用している[7]。2014年の『namie amuro LIVE STYLE 2014』で久々に披露した。
10. CAN YOU CELEBRATE?
  - 9thシングル。特記はないがアルバムバージョンで収録[注釈 1]。
  - フジテレビ系月9ドラマ『バージンロード』主題歌。
  - maxell「プラチナ&ゴールドMD」CFイメージソング。
11. I know...
  - インストゥルメンタル曲。
12. How to be a Girl
  - 10thシングル。シングルバージョンで収録。
  - ブリストル・マイヤーズ スクイブ（現・ファイントゥデイ）「シーブリーズ '97」CFイメージソング

## クレジット

### レコーディングメンバー
Concentration 20 (make you alright) (#1)
- 小室哲哉 : Keyboards, Programming, Guitars
- 佐野健二 : Bass, Vocal Directed
- Lynn Mabry : Chorus
- Valerie Mayo : Chorus
- Will Wheaton : Chorus

B w/z you (#2)
- 小室哲哉 : Keyboards, Programming, Guitars
- 佐野健二 : Bass, Vocal Directed
- Lynn Mabry : Chorus
- Valerie Mayo : Chorus
- Will Wheaton : Chorus

Close your eyes, Close to you (#3)
- 小室哲哉 : Keyboards, Programming, Guitars
- 佐野健二 : Bass, Vocal Directed
- Lynn Mabry : Chorus
- Valerie Mayo : Chorus
- Will Wheaton : Chorus

Me love peace!! (#4)
- 小室哲哉 : Keyboards, Programming, Guitars
- Michael Thompson : Guitars
- 佐野健二 : Bass, Vocal Directed
- Lynn Mabry : Chorus
- Valerie Mayo : Chorus
- Will Wheaton : Chorus

No Communication (#5)
- 小室哲哉 : Keyboards, Programming, Guitars
- Michael Thompson : Guitars
- 佐野健二 : Bass, Vocal Directed
- Lynn Mabry : Chorus
- Valerie Mayo : Chorus
- Will Wheaton : Chorus

a walk in the park (#6)
- 小室哲哉 : Keyboards, Programming, Chorus, Vocal Directed
- Michael Thompson : Guitars
- 佐野健二 : Bass

To-day (#7)
- 久保こーじ : Keyboards, Programming
- 松尾和博 : Guitars
- 住吉中 : Bass
- 佐野健二 : Vocal Directed

Storm (#8)
- 富樫明生 : Keyboards, Programming, Chorus
- 佐野健二 : Vocal Directed

Whisper (#9)
- 小室哲哉 : Keyboards, Programming, Guitars
- 佐野健二 : Bass, Vocal Directed
- Lynn Mabry : Chorus
- Valerie Mayo : Chorus
- Will Wheaton : Chorus

CAN YOU CELEBRATE? (#10)
- 小室哲哉 : Keyboards, Programming, Chorus, Vocal Directed
- Randy Waldman : Strings Arrange
- Michael Thompson : Guitars
- 佐野健二 : Bass
- Lynn Mabry : Chorus
- Valerie Mayo : Chorus
- Will Wheaton : Chorus

I know... (#11)
- 小室哲哉 : Keyboards, Programming

How to be a Girl (#12)
- 小室哲哉 : Keyboards, Programming, Chorus, Vocal Directed
- 松尾和博 : Guitars
- 住吉中 : Bass

### スタッフ
- Produced : 小室哲哉
- Mixed : Eddie Delena
- Mix Programming : Andrew Scheps
- Mix Assisted : Greg Collins
- Mastered : Chris Bellman
- Recorded : 若公俊広, Eric Westfall, Terri Wong, 小西賢治, Gary Thomas Wright
- Recording Assisted : Troy Yen Gonzalez, Rob Brill, John Mooney, Crint Crump, Steve Duekee
- Synthesizer Programming : 村上章久, 松本零士, 岩佐俊秀
- A&R : 柳和実, ごとうけんご
- Executive Produced : 松浦勝人
- General Produced : 林真司, 大下勝朗
- Art Direction, Designed : Tycoon Graphics
- Photography : 平間至

## 発売形態
| 形態       | 発売日        | 品番       | 備考                           |
| ---------- | ------------- | ---------- | ------------------------------ |
| CD         | 1997年7月24日 | AVCD-11463 |                                |
| CD         | 2012年9月16日 | AVCD-38602 | 期間限定スペシャルプライス盤。 |
| PLAYBUTTON | 2012年6月27日 | AQZD-50814 | 限定生産盤。                   |